# Pīr Moḩammad Shāh
Pīr Moḩammad Shāh (persiska: پير محمّد شاه) är en ort i Iran.   Den ligger i provinsen Lorestan, i den västra delen av landet, 400 km sydväst om huvudstaden Teheran. Pīr Moḩammad Shāh ligger 1 703 meter över havet och antalet invånare är 541.
Terrängen runt Pīr Moḩammad Shāh är huvudsakligen kuperad, men åt sydost är den platt. Runt Pīr Moḩammad Shāh är det ganska tätbefolkat, med 72 invånare per kvadratkilometer. Närmaste större samhälle är Aleshtar, 11,8 km öster om Pīr Moḩammad Shāh. Omgivningarna runt Pīr Moḩammad Shāh är i huvudsak ett öppet busklandskap.